# Hauser Bach (Windach)
Der Hauser Bach ist ein 6,7 km langer linker Zufluss der Windach auf dem Gebiet des Marktes Dießen am Ammersee im oberbayerischen Landkreis Landsberg am Lech.

## Oberlauf
Der Hauser Bach entspringt als Coutmillegraben etwa 400 nördlich des Dorfes Gimmenhausen im Gemeindegebiet von Reichling.
Nach dem Durchfließen des Sumpfgebietes Degenau mündet der Coutmillegraben schließlich von Süden in den Oberhauser Weiher.
Am Nordende verlässt der nun als Hauser Bach bezeichnete Bach in zwei sich unmittelbar nördlich in Oberhausen vereinigenden Strängen den Weiher.

## Verlauf
Der Bach fließt daraufhin Richtung Norden, bevor er kurz vor Unterhausen von links den Klingelbächel aufnimmt.
Nachdem er die Waldgebiete Malteser Holz und Buchholz durchströmt hat, macht er einen scharfen Knick nach Ostnordost, bevor er von links südöstlich von Obermühlhausen auf 634 m in die Windach mündet.
Der circa 6,7 km lange Hauser Bach mündet etwa 71 Höhenmeter unter dessen Ursprung und hat damit ein mittleres Sohlgefälle von etwa 11 ‰.

## Zuflüsse
- Klingelbächel (links)